# Олесен, Кирстен
Кирстен Олесен (дат. Kirsten Olesen; род. 10 мая 1949, Орхус, Дания) — датская актриса театра, кино и телевидения, лауреат премий «Роберт» и «Бодиль».

## Биография
Кирстен Олесен родилась в 1949 году в Орхусе. В 1971 году закончила актёрскую школу. После этого она переехала в Копенгаген, где работала в ряде театров. В 1976 году она играла в трагедии Еврипида «Электра». За эту работу она получила высокие отзывы критиков. В 1978 году она сыграла в фильме «Медовый месяц». Эта работа принесла ей статуэтку «Бодиль». В 1979 году она присоединилась к труппе Королевского театра Дании.
В 1978—1982 годах Олесен исполняла одну из ведущих ролей — горничной Агнес в телесериале «Матадор». В 1990 году снялась в подростковой драме «Прилив», за которую была удостоена премии «Роберт». Также она известна ролью Медеи в одноимённом телефильме 1988 года режиссёра Ларса фон Триера. Эту же роль она играла в Королевском театре с 1994 года. Среди других её работ были пьесы Шекспира, «Мария Стюарт» Шиллера, «Вишнёвый сад» Чехова и «Мизери» Стивена Кинга. В 2004 году появилась в драме «В твоих руках».
Кирстен Олесен была замужем с 1997 года за музыкантом Оле Оусеном. Он скончался 4 апреля 2013 года от рака.
Олесен считается одной из самых титулованных и знаменитых актрис Дании. Она была удостоена звания командора ордена Данеброг в 2007 году.